# The Partner
The Partner (Brasil: Em Busca do Sócio Perfeito ) é um reality show do canal de TV americano CNBC e um spin-off do reality The Profit. O programa apresenta o bilionário empreendedor americano Marcus Lemonis entrevistando dez candidatos para ajudá-lo a cuidar das empresas em que Lemonis investiu durante o The Profit.
Os candidatos serão entrevistados durante um período de seis semanas, sendo um deles escolhido para ser o parceiro de Lemonis. O vencedor receberá um contrato de três anos, incluindo um salário de US$ 163.000 e uma participação acionária de 1% no portfólio de Lemonis. O programa guarda semelhanças com o reality The Apprentice, de Donald Trump.
O programa foi anunciado em 14 de janeiro de 2016 e originalmente lançado no verão de 2016. A estreia foi em 7 de março de 2017.